# Hermann Linde (Maler)

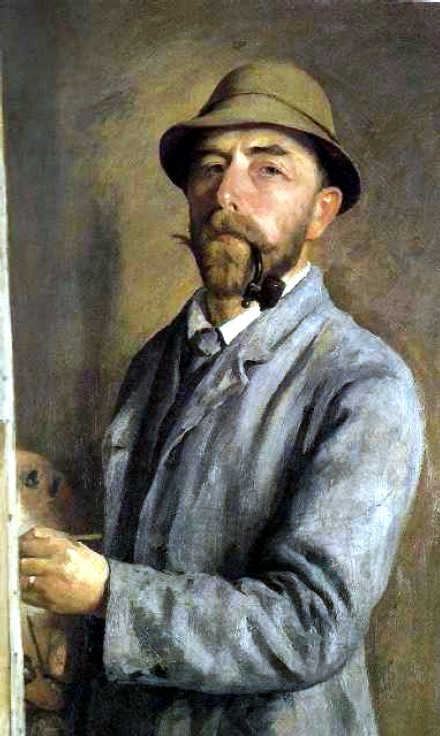
Selbstporträt

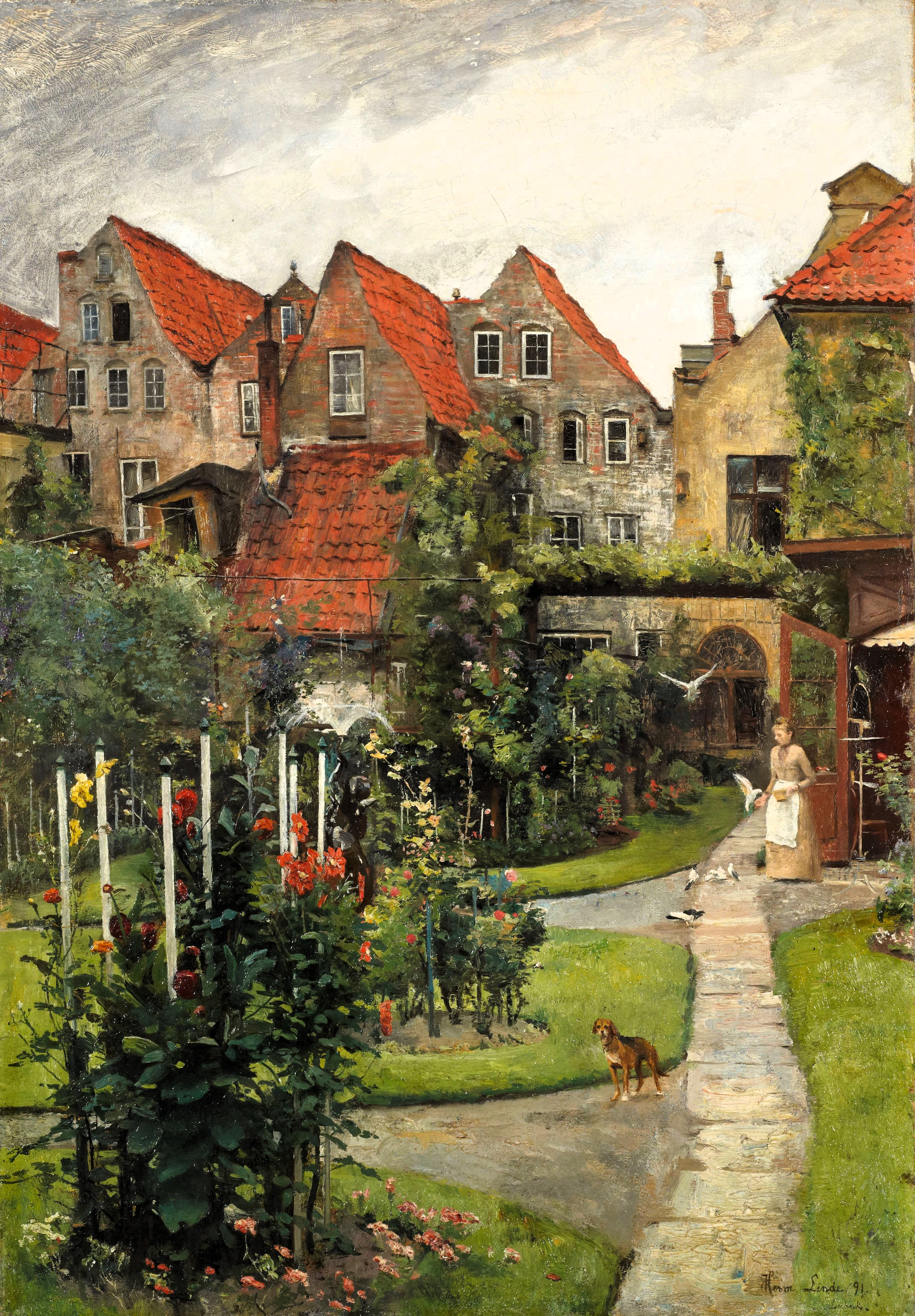
Lübecker Stadtgarten, Johannisstraße 64

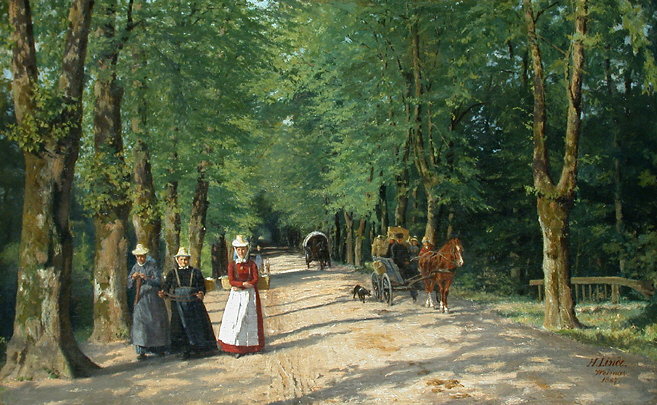
Weimar Schlossallee, 1887

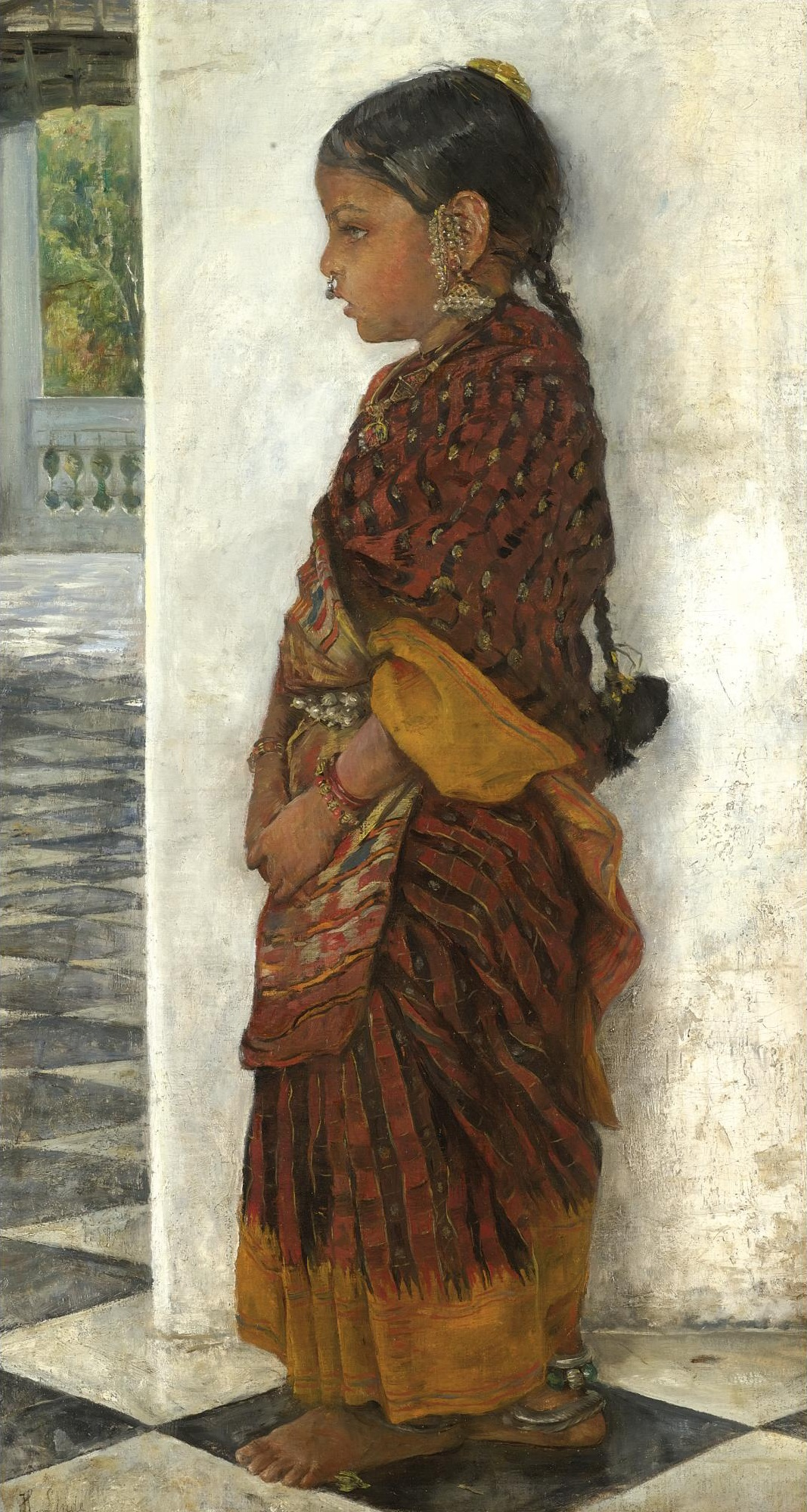
Mädchen im Sari

Hermann Linde (* 26. August 1863 in Lübeck; † 26. Juni 1923 in Arlesheim) war ein deutscher Maler, der sich insbesondere der Orientmalerei und dem Symbolismus zuwandte.

## Herkunft und Familie
Hermann Linde wuchs in Lübeck als Sohn des Apothekers und angesehenen Fotografen Hermann Linde sen. auf und besuchte dort das Katharineum. Seine Brüder waren der Augenarzt und Kunstsammler Max Linde und der Maler Heinrich Eduard Linde-Walther. Ersten Zeichenunterricht erhielt er von seinem Großvater Christian Peter Wilhelm Stolle.

## Künstlerischer Werdegang
Linde studierte bis 1889 an den Akademien in Dresden und Weimar. 1890 führte ihn eine Studienreise nach Sizilien, Ägypten und Tunesien. Von 1892 bis 1895 arbeitete er als freier Maler in Indien. Für das große Gemälde Die Langar-Prozession (Überseemuseum Bremen) wurde er mit der goldenen Medaille des Vizekönigs von Indien ausgezeichnet und für das Gemälde Arabische Flickschuster in Kairo (1891, heute im Lübecker Museum Behnhaus) bei einer Ausstellung im Londoner Crystal Palace mit einer Silbermedaille. Während eines Aufenthaltes 1896 in Paris und Tunis erhielt er weitere Preise. Von 1896 bis 1898 lebte und arbeitete er in der Künstlerkolonie Dachau.
1910 schloss sich Linde nach einer Begegnung mit Rudolf Steiner der anthroposophischen Bewegung an. Steiner beauftragte ihn mit der Innenausmalung des ersten Goetheanums. Hermann Linde fertigte Skizzen zu seinem Zyklus über Goethes Märchen von der Grünen Schlange und der Schönen Lilie. Von Steiner, der die Arbeit Hermann Lindes mit regem Interesse verfolgte und zum Teil bis in die Einzelheiten mit ihm besprach, rührt vor allem die Anregung, das Märchen in einer Zusammenschau mit den Motiven des Mysteriendramas Die Pforte der Einweihung zu gestalten.
Ein halbes Jahr nachdem das Goetheanum 1922 bei einem Brand vernichtet wurde, verstarb Hermann Linde. Laut Rudolf Steiner starb er an einem gebrochenen Herzen, da Linde seine gesamte Existenz mit dem Gebäude und seine Malereien im Inneren verbunden hatte.
Linde gilt heute als einer der wichtigsten Orientmaler. Sein Bild eines Mädchens auf einer Veranda im Sari erzielte im September 2007 bei Sotheby’s in New York mit 133.000 US$ (Schätzpreis 40–60.000) einen Auktionsrekord für Linde-Bilder. 1995 war es aus einer dänischen Privatsammlung für 17.000 DK (3315 US$) versteigert worden.
Am 12. November 2017 wurde eine Folge der Sendung Lieb & Teuer des NDR ausgestrahlt, die von Janin Ullmann moderiert und im Schloss Reinbek gedreht wurde. Darin wurde mit der Gemälde-Expertin Ariane Skora eine Gouache von Hermann Linde mit Lastenkran an einer Flusslandschaft besprochen. In der Sendung vom 8. April 2018 wurde ein Gemälde von ihm gezeigt, auf dem unter anderem ein Ziegenhirte mit seiner Herde dargestellt ist.
Zum 100. Todestag 2023 widmete ihm das Goetheanum eine Ausstellung unter dem Titel Hermann Linde: Ein Maler – zwei Welten 1863–1923.

## Werke
- Johann Wolfgang von Goethe: Das Märchen von der grünen Schlange und der schönen Lilie. In 12 Bildern von Hermann Linde. Verwoben mit dem Mysteriendrama Die Pforte der Einweihung von Rudolf Steiner. Basel: Zbinden [in Komm.] 1972